# Luis Hernández (beisbolista)
Luis Armando Hernández Mendoza (Quíbor, Lara, Venezuela, 26 de junio de 1984) es un beisbolista profesional venezolano que juega en la posición de campocorto. En la Major League Baseball ha jugado para los equipos Baltimore Orioles, Kansas City Royals y New York Mets. En el torneo de la Liga Venezolana de Béisbol Profesional en su tierra natal, juega para Tigres de Aragua, quienes se hicieron con sus servicios en marzo de 2010 a través de un canje con Tiburones de La Guaira.
Fue firmado por la organización Atlanta Braves en 2000, pasando en 2006 a la organización Orioles, debutando con su equipo grande en la MLB el 8 de julio de 2007 en un juego donde su equipo perdió como visitante contra los Texas Rangers por 1-2. Entró a reemplazar a su compatriota Melvin Mora en el séptimo inning, pero no logró conectar hit en el único turno al bate que tuvo en ese juego.
En 2008 empezó como titular en Orioles, pero antes del final de la temporada fue bajado a la sucursal AAA y dejado en libertad. Firmó entonces con la organización Kansas City en 2009, subiendo al equipo titular de los Royals, con quienes dejó marca de 15 hits y 4 impulsadas en 73 turnos oficiales.
A principios de 2010, nuevamente como agente libre, firmó con la organización Mets, de la Liga Nacional, empezando la temporada en las sucursales AA y AAA, subiendo luego al equipo mayor, con quienes actuó en 17 encuentros antes de sufrir una lesión en un pie el 18 de septiembre de 2010, tras batear un foul. No obstante la fractura, Hernández fue capaz de conectar un jonrón al siguiente lanzamiento. Fue puesto en libertad por los New York Mets en octubre de 2011. 
En Venezuela inicia su carrera con los Tiburones de La Guaira. En 2009 es objeto de un cambio a los Tigres de Aragua por el infielder Luis Rodríguez. En 2014 los bengalíes lo dejan en libertad y finamente en 2015 firma con Caribes de Anzoátegui.